# Condensador MIS

Estructura MIS (Metal / SiO _{2} / p -Si) en un condensador MIS vertical

Un condensador MIS és un condensador format per una capa de metall, una capa de material aïllant i una capa de material semiconductor. Rep el seu nom de les inicials de l'estructura metall-aïllant-semiconductor (MIS). Igual que amb l'estructura del transistor d'efecte de camp MOS, per raons històriques, aquesta capa també es coneix sovint com a condensador MOS, però es refereix específicament a un material aïllant d'òxid.
La capacitat màxima, C MIS(max) es calcula de manera anàloga al condensador de placa:
{\displaystyle C_{\mathrm {MIS(max)} }=\varepsilon _{0}\varepsilon _{r}\cdot {{A} \over {d}}}
on:
- εr és la permitivitat relativa de l'aïllant
- ε0 és la permitivitat del buit
- A és l'àrea
- d és el gruix de l'aïllant

El mètode de producció depèn dels materials utilitzats (fins i tot és possible que els polímers es puguin utilitzar tant com a aïllant com a capes semiconductors). Considerarem un exemple de condensador MOS inorgànic basat en silici i diòxid de silici. Sobre el substrat semiconductor, s'aplica una fina capa d'òxid (diòxid de silici) (per exemple, per oxidació tèrmica o deposició química de vapor) i després es recobreix amb un metall.
Aquesta estructura i, per tant, un condensador d'aquest tipus està present en tots els transistors d'efecte de camp MIS, com ara els MOSFET. Per a la reducció constant de la mida de les estructures en microelectrònica, calen les capes d'aïllament cada cop més primes (per mantenir la mateixa capacitat per a una àrea més petita). Tanmateix, quan el gruix de l'òxid cau per sota de ~ 5 nm sorgeixen fuites parasitàries a causa de l'efecte túnel. Per aquest motiu, s'està investigant l'ús dels anomenats dielèctrics d'alt κ com a material aïllant.
A l'R+D MOSFET, els condensadors MIS s'utilitzen àmpliament com a banc de proves relativament senzill, per exemple, per examinar el procés de fabricació i les propietats dels nous materials aïllants, per mesurar els corrents de fuga i la càrrega fins a la ruptura, per obtenir el valor de la densitat de la trampa, per verificar diferents models per al transport de transportistes. A més, els condensadors sovint s'inclouen en els cursos tutorials, especialment per discutir els seus estats de càrrega (inversió, esgotament, acumulació) que també es produeixen en els sistemes de transistors més complexos.